# Casa Carles Socias
La Casa Carles Socias és un edifici de Cerdanyola del Vallès (Vallès Occidental) inclòs a l'Inventari del Patrimoni Arquitectònic de Catalunya.

## Descripció
Es tracta d'un edifici de tipus senzill entre mitgeres i de planta baixa. La façana té una composició simètrica, amb tres obertures rectangulars que presenten decoració ceràmica. L'obertura central, amb un petit vestíbul, és la porta d'accés i a banda i banda hi ha finestres. Damunt la línia d'imposta hi ha les cambres d'aire i a la part superior, el conjunt es completa amb una cornisa motllurada i una barana esglaonada.

## Història
La construcció d'aquest edifici data d'inicis del segle xx. La Rambla de Montserrat conserva cases d'aquella època que són una bona mostra de la incorporació d'elements del modernisme i el noucentisme a l'arquitectura de tipus popular.